# Македонска фаланга
Македонската фаланга е по-нататъшно развитие на фалангата в Гърция. Най-често формацията била каре, съставено от 64 души, строени в квадрат. Чрез употребата на пет до шест метра дълги копия сариса (така въоръжените войници се наричат πεζέταιροι), става възможно отрядът да се удвои на 16 реда. Главната част от македонската фаланга е била съставена от т.нар. пезхетайри (пеши другари), но в по-късно време фалангата все повече се попълвала от наборници, или клерухи – заселници, особено в армиите на източните елинистическите царства (Селевкиди, Птолемеи, Пергам и др.). Малка част от фалангата образува така наречената елитна група на хипаспистите.
Бойната редица се състояла от пехотинци, въоръжени с дълги до 6 м копия според мястото им в строя. При атака върховете на по-дългите копия от задните редици излизали пред гърдите на воините от челната редица. Поради това македонската фланга имала голяма пробивна сила и била за времето си непобедима.
Друго предимство били ризниците, които вече не били бронзови, а тъкани и направени от лен и затова по-леки.
За разлика от гръцките хоплити, които разполагали с големи щитове хоплони, македонските имали по-малки и по-леки такива, заради по-дългите копия и затова били по-уязвими на огън от стрели.
Важна разлика от гръцката фаланга е, че тъй като фланговете на фалангата са незащитени, Филип II  и Александър Велики разполагат по десния фланг (а понякога и по двете крила) конни стрелци, с цел да укрепят защитата. Любопитно е, че подобен тип построение и използвал Ханибал при Кана – копиеносци в центъра и конни стрелци по двата фланга.